# نداء كاظم
نداء كاظم، نحات عراقي، وُلد في مدينة البصرة عام 1939م، تخرج من معهد الفنون الجميلة عام 1965. درس فن النحت في إيطاليا.